# Gubernia da Bessarábia
Gubernia da Bessarábia (em russo:  Бессарабская губерния, transl. Bessarabskaya guberniya, em romeno:  Gubernia Basarabia) foi uma unidade administrativa do Império Russo de 1812 a 1917, bem como da República Russa (1918) e da RSFSR (1940). A cidade capital era Chisinau.

Inicialmente conhecido como Oblast da Bessarábia (em russo: Бессарабская область, Bessarabskaya oblast ) e, após 1871, um gubernia, incluía a parte oriental do Principado da Moldávia junto com os territórios vizinhos governados pelos otomanos anexados pela Rússia pelo Tratado de Bucareste após a Guerra Russo-Turca (1806-1812) . O gubernia foi dissolvido em 1917, com o estabelecimento de Sfatul Țării, uma assembléia nacional que proclamou a República Democrática da Moldávia em dezembro de 1917. Este último se uniu à Romênia em abril de 1918.